# Gemeinde Škocjan
Škocjan (deutsch: Sankt Kanzian in der Unterkrain) ist eine Gemeinde in der Region Dolenjska (Unterkrain) in Slowenien. Sie ist benannt nach dem Hauptort Škocjan.

## Lage und Einwohner
Die aus 39 Ortschaften und Weilern bestehenden Gesamtgemeinde liegt am Grenzpunkt der Regionen Posavje und Dolenjska, am Rand des Hügellandes Krško gričevje.

## Ortsteile der Gesamtgemeinde
- Bučka, (dt. Butschka, auch Wutschka)

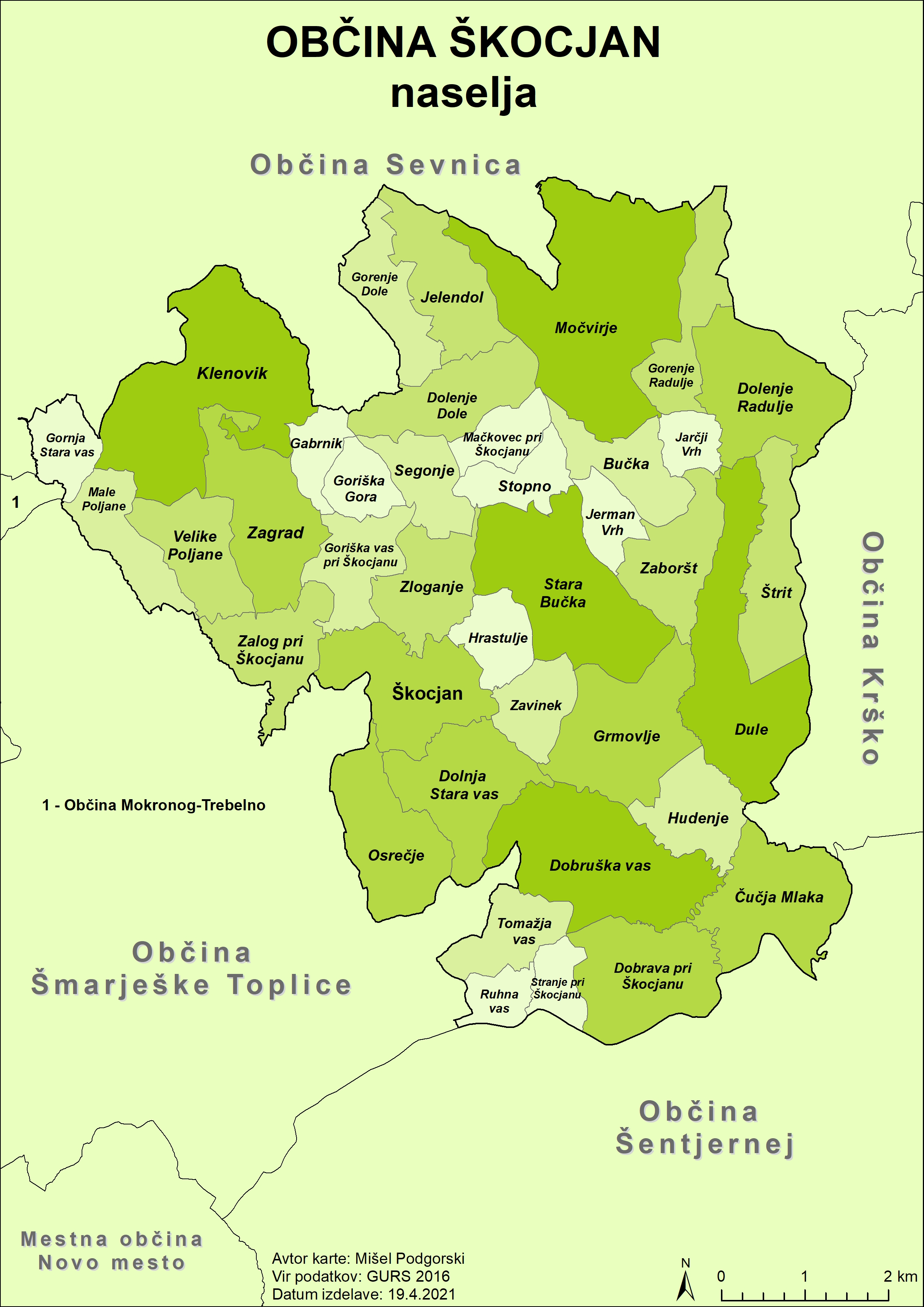
Übersichtskarte der Ortsteile

- Čučja Mlaka, (dt. Tschatschjamlaka )
- Dobrava pri Škocjanu, (dt. Gutenwörth, auch Gutenhof)
- Dobruška vas, (dt. Gutendorf in der Unterkrain)
- Dolenje Dole, (dt. Unterdulle, auch Unterdullach)
- Dolenje Radulje, (dt. Unterradelstein)
- Dolnja Stara vas, (dt. Unteraltendorf in der Unterkrain)
- Dule, (dt. Dole bei Radelstein)
- Gabrnik, (dt. Gabernig bei Sankt Kanzian)
- Gorenje Dole, (dt. Oberdulle, auch Oberdullach)
- Gorenje Radulje, (dt. Oberradelstein)
- Goriška Gora, (dt. Gorischenberg)
- Goriška vas pri Škocjanu, (dt. Gorischendorf bei Sankt Kanzian)
- Gornja Stara vas, (dt. Oberaltendorf in der Unterkrain)
- Grmovlje, (dt. Staudach , auch Germulle)
- Hrastulje, (dt. Kratzdallach, auch Hrastulle)
- Hudenje, (dt. Huden, auch Hudeine)
- Jarčji Vrh, (dt.  Jartschinberg)
- Jelendol, (dt. Hirschtal)
- Jerman Vrh, (dt. Hermannsberg)
- Klenovik, (dt. Klingstein in der Unterkrain)
- Mačkovec pri Škocjanu, (dt. Matschendorf)
- Male Poljane, (dt. Kleinpölland in der Unterkrain, auch Ellenbach)
- Močvirje, (dt. Motschviria)
- Osrečje, (dt. Oßrisach, auch Ozrisach)
- Ruhna vas, (dt. Ruchendorf)
- Segonje, (dt. Segoine)
- Stara Bučka, (dt. Altwutschka, auch Altbutschka)
- Stopno, (dt. Stampf, auch Stempen)
- Stranje pri Škocjanu, (dt. Strain )
- Škocjan, (dt. Sankt Kanzian in der Unterkrain)
- Štrit, (dt. Streitberg)
- Tomažja vas, (dt. Thomasdorf in der Unterkrain)
- Velike Poljane, (dt.  Großpölland bei Sank Kanzian)
- Zaboršt, (dt. Forst)
- Zagrad, (dt. Rochersberg, auch Sagratz)
- Zalog pri Škocjanu, (dt.  Breitenau in der Unterkrain)
- Zavinek, (dt. Sawinetz)
- Zloganje, (dt. Leugen)

## Nachbargemeinden
| Mokronog-Trebelno | Sevnica                                     | Sevnica    |
| Šmarješke Toplice | Kompassrose, die auf Nachbargemeinden zeigt | Krško      |
| Šmarješke Toplice | Šentjernej                                  | Šentjernej |